# صلاح الدين حميد
صلاح الدين حميد (مواليد 1 سبتمبر 1961) هو لاعب كرة قدم. يلعب مع منتخب المغرب لكرة القدم. سبق له أن لعب في كأس العالم لكرة القدم مع منتخب بلاده.

## روابط خارجية
- صلاح الدين حميد على موقع الاتحاد الدولي (مؤرشف)  (الإنجليزية)
- صلاح الدين حميد على موقع قاعدة بيانات كرة القدم.إي يو (الإنجليزية)
- صلاح الدين حميد على موقع عالم كرة القدم.نت (الإنجليزية)
- صلاح الدين حميد على موقع أوليمبيديا (الإنجليزية)